# Franc Pezdir
Franc Pezdir, slovenski duhovnik, * 3. april 1914, Brezovica pri Ljubljani, † junij 1945, Kočevski rog.

## Življenje
Po maturi se je odločil za duhovniški poklic in vstopil v bogoslovje. Leta 1939 je z nekaj bogoslovci ustanovil Zvezo bogoslovcev, z namenom zavestnega izpolnjevanja semeniških statutov. 21. decembra 1940 ga je škof Gregorij Rožman posvetil v duhovnika. Leta 1941 je bil nastavljen za kaplana v Kostanjevici ob Krki, naslednje leto je bil prestavljen na Sv. Vid nad Cerknico, kjer je bil župnik Karel Žužek. Pričujejo, da je med vojno večkrat posredoval proti prelivanju krvi. Od 17. maja 1942 zaradi strahu pred revolucionarnimi silami ni več spal v župnišču, temveč je hodil prenočevat na različne kraje. Maja 1942 je župnik prejel od vodstva Šercerjeve brigade obvestilo, da se morajo določeni fantje in tudi kaplan javiti partizanom. Takrat se na pismo niso odzvali. 14. julija se je župnik s kolesom odpeljal v bližnje Begunje, nekaj minut od Sv. Vida so ga neznanci ustrelili. Tako je postal Pezdir župnijski upravitelj, vaščani so ga zaradi očitne nevarnosti večkrat spremljali na njegovih poteh. Po kapitulaciji Italije se je kot vojaški kurat pridružil vaškim stražarjem, ki so se umaknili na Borovnico. Maja 1945 se je z domobranci umaknil na Koroško, bil je v Vetrinju in nato vrnjen. Ker na uniformi ni imel častniških oznak, ga niso prepoznali kot duhovnika in je skrivaj delil odveze. Bil je med usmrčenimi v Kočevskem Rogu, o čemer je pričal preživeli domobranec Milan Zajec.